# Blenina quadripuncta
Blenina quadripuncta är en fjärilsart som beskrevs av George Francis Hampson 1902. Blenina quadripuncta ingår i släktet Blenina och familjen trågspinnare. Inga underarter finns listade i Catalogue of Life.